# Lucas Barrios
Lucas Ramón Barrios Cáceres (* 13. listopadu 1984, San Fernando de la Buena Vista, Buenos Aires, Argentina) je profesionální paraguayský fotbalista, který působí v chilském klubu Colo-Colo a rovněž v paraguayské reprezentaci. Hraje na postu středního útočníka.
I přes to, že se narodil v Argentině, reprezentuje Paraguay. Bylo mu to umožněno kvůli jeho matce, která je původem z Paraguaye.

## Klubová kariéra
V začátcích profesionální kariéry často přestupoval mezi různými argentinskými, chilskými a mexickými kluby, kde zpravidla nezůstával déle než jeden rok. Nejprve hrál za argentinské Argentinos Juniors a Club Atlético Tigre, ze kterého v lednu 2005 přestoupil do chilského Deportivo Temuco. Začátkem následujícího roku se vrátil zpět do Argentiny, konkrétně do mužstva Tiro Federal. A v létě 2006 zpět do Chile, jeho zaměstnavatelem se stal Deportes Cobreloa. Po roce v týmu Cobreloa poprvé zakusil Mexiko a tým Atlas Guadalajara, které na přestup Barriose vynaložilo 2,5 milionu dolarů. Guadalajara jej po půl roce poslala na půlroční hostování do Colo-Colo. Chilský celek jej po hostování odkoupil za částku vyšší než 1 milion eur. V letním přestupovém období roku 2009 se přesunul poprvé do Evropy, a to do německé Borussie Dortmund. Borussia za něj zaplatila 4,2 milionu eur.

### Borussia Dortmund
Barriosova první sezóna v Borussii byla sezóna 2009/10. Stal se třetím nejlepším střelcem Bundesligy za Edinem Džekem a Stefanem Kießlingem, když v 33 zápasech vstřelil 19 gólů a udržoval tak tým na místech zaručujících evropské poháry. Sám například rozhodl venkovní utkání na Norimberku, neboť vstřelil hattrick a Dortmund vyhrál 3-2.
Ve své druhé sezóně 2010/11 vyhrál s Dortmundem ligový titul. Nastoupil do 32 utkání a přispěl k titulu 16 brankami a 6 asistencemi.
Svou třetí sezónu 2011/12 začal nešťastně, neboť si přivodil zranění ve finále Copa América.

## Reprezentační kariéra
Po svém rozhodnutí reprezentovat Paraguay se Barrios stal součástí širšího výběru země pro Mistrovství světa 2010. Svými výkony se probojoval do užšího výběru a putoval tak s reprezentačními kolegy do Jihoafrické republiky, kde se mistrovství konalo.
Účastnil se Copa América 2011, kde Paraguay postoupila až do finále, ale nakonec s Uruguayí prohrála 0-3. Barrios se ve finálovém klání zranil a v 77. minutě byl vystřídán.

## Úspěchy
Zdroj:

### Klubové
Colo-Colo
- Chilská Primera División – 1. místo (2008 Clausura)

Borussia Dortmund
- Německá fotbalová Bundesliga – 1. místo (2010/11)

### Reprezentační
Paraguay
- Copa América – 2. místo (2011)

### Individuální
- Fotbalista roku v Paraguayi (2011)
- Nejlepší střelec chilské Primera División v sezóně 2007/08 (37 gólů)
- Nejlepší ligový střelec na světě podle IFFHS v sezóně 2007/08 (37 gólů)[8]